# Dolina pri Lendavi
Dolina pri Lendavi (maďarsky Völgyifalu) je vesnice ve Slovinsku. Administrativně spadá pod občinu Lendava. Leží těsně u hranic Slovinska s Maďarskem. V roce 2002 zde žilo 343 obyvatel.